# Тунис на Светском првенству у атлетици на отвореном 2013.
Тунис је учествовао на 14. Светском првенству у атлетици на отвореном 2013. одржаном у Москви од 10. до 18. августа тринаести пут, односно учествовао је на свим првенствима до данас осим на 3. првенству одржаном у Токију 1991. године. Тунис је пријавио 4 такмичара који је  требало да се такмиче у три дисциплине. У трци на 3.000 са препрекама у стартној листи није био њихов такмичар тако да је Тунис представљало 3 такмичара у две дисциплине.,
На овом првенству Тунис није освојио ниједну медаљу нити је остварен неки рекорд.

## Учесници
Мушкарци:
- Висем Хосни — Маратон
- Хатем Гула — 20 км ходање
- Hassanine Sebei — 20 км ходање

## Резултати

### Мушкарци
| Атлетичар       | Дисциплина   | Лични рекорд | Квалификације  | Квалификације  | Полуфинале | Полуфинале | Финале            | Финале            | Детаљи |
| Атлетичар       | Дисциплина   | Лични рекорд | Резултат       | Место          | Резултат   | Место      | Резултат          | Место             | Детаљи |
| --------------- | ------------ | ------------ | -------------- | -------------- | ---------- | ---------- | ----------------- | ----------------- | ------ |
| Висем Хосни     | Маратон      | 2:16:35      |                |                |            |            | Није завршио трку | Није завршио трку |        |
| Хатем Гула      | 20 км ходање | 1:19:02      | 1:25:41        | 27 / 52 (63)   |            |            |                   |                   |        |
| Hassanine Sebei | 20 км ходање | 1:20:19      | Није стартовао | Није стартовао |            |            |                   |                   |        |